# Waalse verkiezingen 1995
Op 21 mei 1995 werden verkiezingen gehouden in Wallonië voor het Waals Parlement. Het was de eerste keer dat in het federale België de afgevaardigden van de regionale parlementen rechtstreeks door de kiezer verkozen konden worden tijdens een aparte verkiezing. Voorheen werden deze parlementen samengesteld uit de leden van het federale parlement verkozen in de kieskringen van het betroffen gewest.
De PS werd de grootste partij van Wallonië. Na deze verkiezingen vormden de PS en de PSC de Waalse gewestregering: de regering-Collignon II.

## Uitslagen
|                      | Partij               | Stemmen   | %     | Zetels |
| -------------------- | -------------------- | --------- | ----- | ------ |
|                      | PS                   | 665.986   | 35,22 | 30     |
|                      | PRL-FDF              | 447.542   | 23,67 | 19     |
|                      | PSC                  | 407.741   | 21,56 | 16     |
|                      | Ecolo                | 196.988   | 10,42 | 8      |
|                      | FN                   | 96.574    | 5,11  | 2      |
|                      | Overige              | 76.303    | 4,03  | 0      |
| Totaal Geldig        | Totaal Geldig        | 1.891.134 | 100   | 75     |
| Ongeldig & Blanco    | Ongeldig & Blanco    | 162.900   | 7,93  |        |
| Totaal Stemmen       | Totaal Stemmen       | 2.054.034 | 100   |        |
| Absenteïsme          | Absenteïsme          | 215.101   | 9,48  |        |
| Ingeschreven Kiezers | Ingeschreven Kiezers | 2.269.135 | 100   |        |